# Buddhismus in Kroatien
Der Buddhismus in Kroatien geht auf die Zeit der Unabhängigkeit Kroatiens (1991) zurück. Als 1992 die erste buddhistische Gruppe in Zagreb gegründet wurde, war gerade eine Handvoll Menschen am Buddhismus interessiert und Literatur praktisch nur in Fremdsprachen vorhanden. Die Volkszählung 2001 weist zwar die Buddhisten nicht eigens auf, ihre Anzahl ging aber in die hunderte. Die Schätzungen für 2005 gehen von ca. 1000 Buddhisten in der Republik Kroatien aus.
Die buddhistische Gemeinschaft Dharmaloka in Zagreb ist derzeit die einzige staatlich registrierte Religionsgesellschaft aus dem Bereich des Buddhismus. Dharmaloka steht in der Tradition des Mahayana, insbesondere wird die chinesische Chan-Tradition in der Übertragungslinie von Meister Sheng Yen (New York, Taiwan) praktiziert. Darüber hinaus werden Einführungen in den Buddhismus allgemein geboten. In den letzten Jahren sind Zweigorganisationen von Dharmaloka in mehreren Städten Kroatiens entstanden. Dharmaloka Budisticki Centar ist Mitglied der Europäischen Buddhistischen Union seit 1993.
Die Mandala Society in Rijeka ist eine Gemeinschaft des japanischen Shingon Buddhismus mit dem Hauptlehrer Acarya Jomyo Tanaka. Neben einer Gruppe in der Tradition des japanischen Sōtō-Zen (Taisen Deshimaru), gibt es noch eine Gruppe des koreanischen Zen, eine Rime-Gruppe des tibetischen Buddhismus (Padmasana) und mehrere Gruppen des Diamantweg Buddhismus des Lehrers Lama Ole Nydahl.